# Азотний наркоз
Азотний наркоз або глибинне сп'яніння — перенасичення нервової системи водолаза азотом внаслідок його проникнення у тканини тіла під великим тиском із занадто високою швидкістю. Наркотична дія азоту на центральну нервову систему виникає при зануренні дайвера, який дихає стислим повітрям, на глибині понад 30 метрів.

## Ознаки
Наркотичний вплив азоту проявляється у двох фазах: спочатку настає збудження, яке потім змінюється пригніченням функцій центральної нервової системи. Починаючи з певної глибини, водолази відчувають приплив незвичайно солодкого почуття радості, відчуття неземного блаженства. Вони неначе п'яніють і забувають про небезпеку, що їх оточує. Інстинкти життя притуплюються, виникає потреба здійснити що-небудь незвичайне (наприклад, зануритись на ще більшу глибину).
Як правило, відзначають наступні прогресуючі симптоми наркозу:
- порушення концентрації, порушення здатності тверезо оцінювати навколишнє оточення, порушення функцій пам'яті
- відчуття комфорту і безпеки, можливе легке запаморочення
- стан підвищеного занепокоєння, напади страху
- втрата координації, нездатність виконувати найпростіші завдання, втрата здатності оцінювати навколишнє оточення
- галюцинації, прострація, втрата свідомості, смерть

Одразу як водолазу вдається покинути небезпечну глибину, голова прояснюється.

## Стадії і фази
В залежності від величини парціального тиску азоту та індивідуальної чутливості
- початкова або прихована стадія
- стадія неповного наркозу
- стадія загального наркозу

Наркотичний вплив азоту проявляється у двох фазах:
- спочатку настає збудження, яке потім змінюється
- пригніченням функцій центральної нервової системи